# Smedja

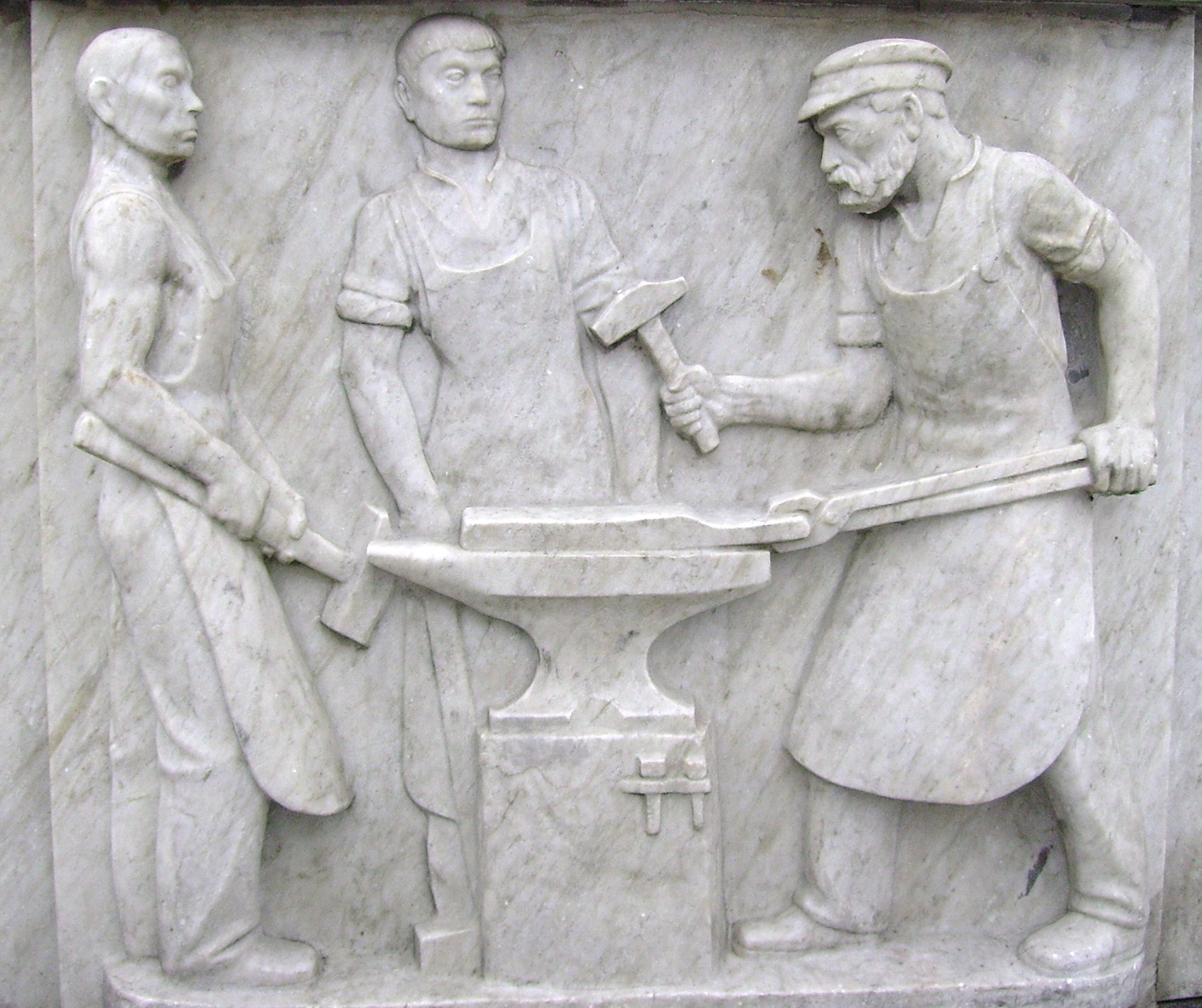
Smideskonst. Detalj på brunn på Fristadstorget i Eskilstuna.

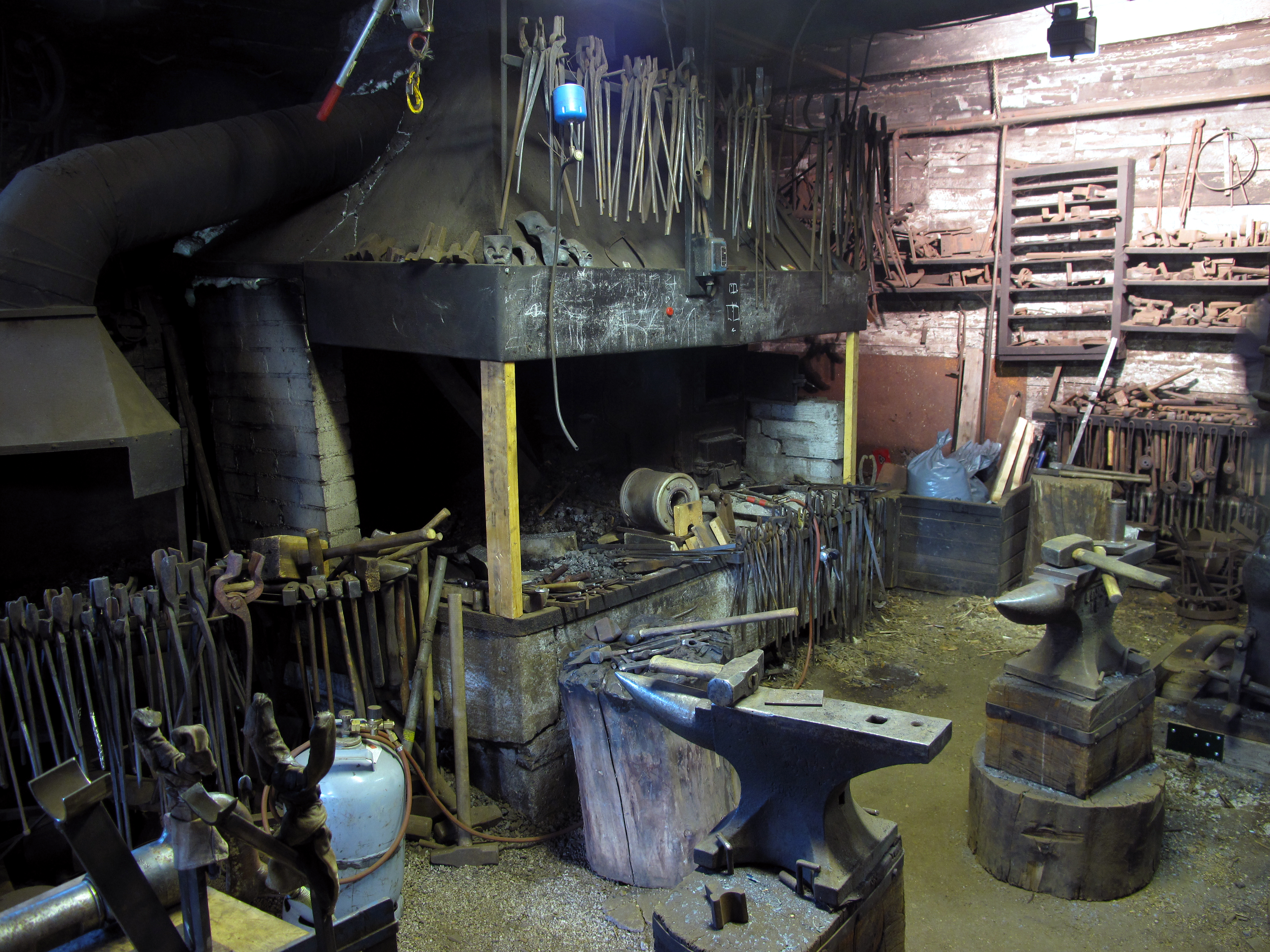
Interiör i en smedja i Finland

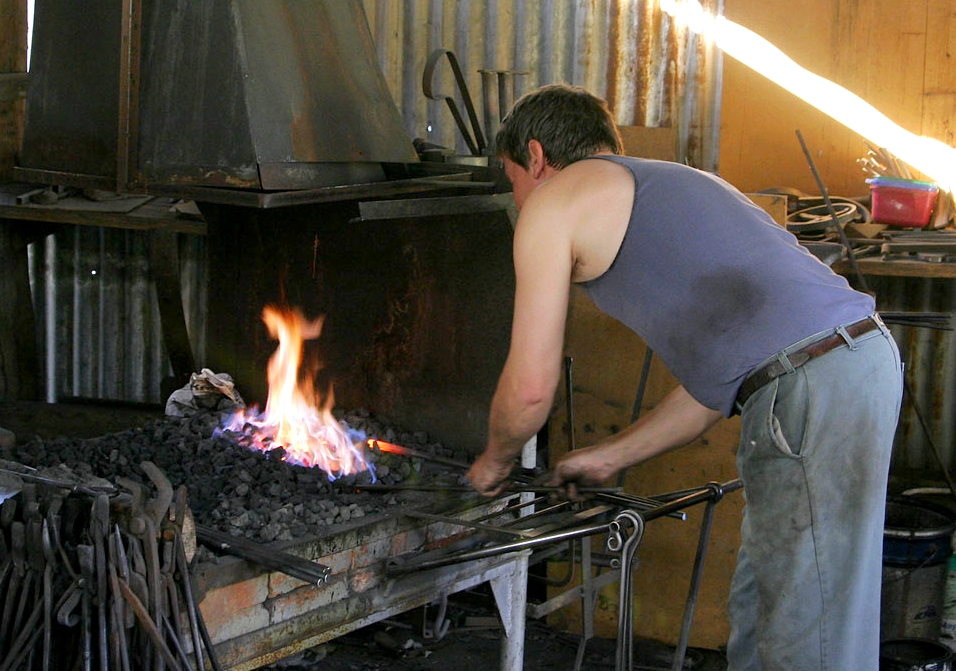
Smed vid ässjan

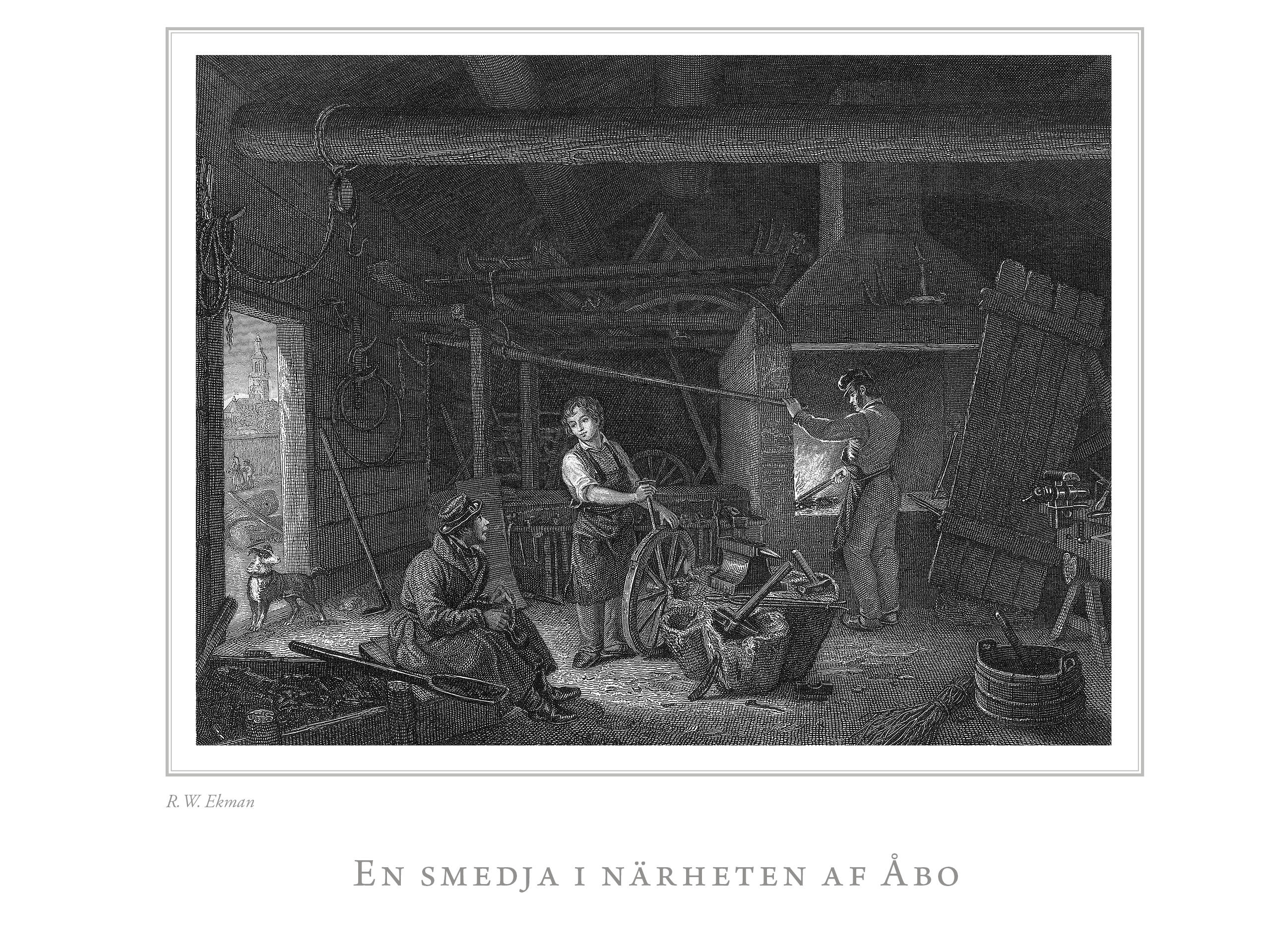
Smedje illustrerad i mitten av 1800-talet i En resa i Finland

Smedja är en verkstad för smidesarbete. I en mindre hantverkssmedja kan utrustningen bestå av en ässja (där kol förbränns under forcerat drag), smidesstäd, skruvstycke samt olika handverktyg (exempelvis smideshammare, slägga, huggmejsel, smidestång och olika filar). I en större industrismedja är utrustningen mer omfattande, se smidning.
En smedja hade även förr betydelsen av en verkstad där smidbart järn framställdes, till exempel en hammarsmedja eller stångjärnssmedja.

## Smedjan och dess utrustning
Vid varmsmide är ässjan smedens viktigaste verktyg. För smide är generellt städet och hammaren de viktigaste verktygen. Utöver detta finns tänger, huggmejslar, olika ämbar för vatten, handskar, läderförkläde med mera. Ässjan och städet bör placeras mörkt. Det är då lättare att avgöra järnets glödfärg.

## Ässjan
Det är mycket viktigt att få bra värme i ässjan. Men det är inte bara hettan som påverkar kvaliteten på smidet. Bränslet som används kan påverka järnets kvalitet. Varmt järn tar lätt upp svavel, och detta försämrar järnets smidbarhet. Svavelmängden från bränslet kan minskas genom att man låter elden brinna ett tag innan järnet sätts in. Svavel förbränns vid högre temperaturer, varför ässjan bör ha en hög temperatur.

### Ässjetyper
Ässja med fläkt, ässja med bälg, fältässja och förhistorisk ässja.

### Bränsle till ässjan
Bränslet kan vara stenkol, träkol, antracit eller koks. Moderna smeder använder ibland gassvets för riktad uppvärmning av små områden; exempelvis kan en blandning av acetylen och syrgas användas. I stället för dessa metoder kan man hetta upp järnet med induktion, man slipper då avgaserna.

### Metoder för att öka temperaturen i ässjan
För att få ordentlig hetta i ässjan blåser man luft in i elden. Därtill används en bälg eller ett fläktsystem. En annan metod är att lägga salpeter i elden. Salpetern kommer att avge extra syre och öka förbränningen.